# عبدالرحمان بوردیم
عبدالرحمان بوردیم (انگلیسی: Abderrahmane Bourdim؛ زادهٔ ۱۴ ژوئن ۱۹۹۴) بازیکن فوتبال اهل الجزایر است.
از باشگاه‌هایی که در آن بازی کرده‌است می‌توان به باشگاه فوتبال اتحاد الجزایر و باشگاه فوتبال مولودیه الجزایر اشاره کرد.
وی همچنین در تیم‌های ملی فوتبال زیر ۲۳ سال الجزایر و الجزایر بازی کرده‌است.